# Mondaire Jones
Mondaire Jones (Nyack, 18 de maio de 1987) é um advogado e político estadunidense do estado de Nova Iorque. Jones é o representante democrata pelo 17.º distrito congressional de Nova Iorque após vencer a eleição de 2020. Ele e Ritchie Torres serão os primeiros negros abertamente homossexuais eleitos para o Congresso.

## Início de vida e educação
Jones nasceu em Nyack, Condado de Rockland, Nova Iorque, e cresceu em Spring Valley onde foi criado por uma mãe solteira. Depois que sua mãe ficou doente, Jones passou a morar com seus avós, que trabalharam em vários empregos para sustentá-lo. Ele se formou em escolas públicas no Distrito Escolar East Ramapo Central. Ele recebeu seu diploma de bacharel pela Universidade de Stanford em 2009 e seu doutorado em Direito pela Harvard Law School em 2013.

## Carreira
Jones trabalhou no Departamento de Justiça dos Estados Unidos durante a presidência de Barack Obama. Ele também trabalhou para Davis Polk & Wardwell, como secretário jurídico de Andrew L. Carter Jr. do Tribunal Distrital dos Estados Unidos para o Distrito Sul de Nova York, e para o departamento jurídico do Condado de Westchester. Jones também forneceu assistência jurídica pro bono por meio do The Legal Aid Society.

### Campanha congressional em 2020
Jones anunciou sua candidatura às primárias democratas para representar o 17.º distrito congressional de Nova Iorque nas eleições de 2020 contra a então representante em exercício Nita Lowey, também democrata. Lowey anunciou mais tarde que não iria se reeleger. Ele defendeu o Medicare for All, o Green New Deal e a reforma policial nos Estados Unidos.
Em uma primária democrata, Jones derrotou o advogado Adam Schleifer, a ex-subsecretária assistente de Defesa Evelyn Farkas, o senador estadual David Carlucci e o deputado estadual David Buchwald, entre outros, com 42% dos votos. A Associated Press declarou Jones vencedor da corrida em 14 de julho de 2020, três semanas após as primárias de 23 de junho; a apuração dos votos foi atrasada devido a um grande número de cédulas ausentes devido à pandemia de COVID-19. Junto com Ritchie Torres do 15.º distrito congressional de Nova Iorque, Jones será um dos primeiros afro-americanos gays eleitos para a Câmara dos Representantes.

## Vida pessoal
Jones assumiu-se gay aos 24 anos. Ele é membro da Primeira Igreja Batista de Spring Valley.

## Prêmios e honrarias
Em junho de 2020, em homenagem ao 50.º aniversário da primeira parada do orgulho LGBT, Queerty nomeou Jones entre os cinquenta heróis “liderando a nação em direção à igualdade, aceitação e dignidade para todas as pessoas”.
Jones tem uma classificação "F" da National Rifle Association.